# Drosera filiformis
Espèce
Classification phylogénétique
Drosera filiformis est un végétal de la famille des droseraceae.

## Description
Cette plante arbore un feuillage sous forme de rosettes dressées. Sa taille maximum ne dépasse généralement pas les 20 cm de haut.
Le drosera filiformis est une plante carnivore et autotrophe. Comme les autres plantes de la famille des droseraceae, elle attire ses proies grâce au mucilage faisant briller ses feuilles comme du nectar. Il s'agit d'un piège semi-actif dans lequel vont s’empêtrer les insectes,.
Elle forme un hibernacle durant la période hivernale.
La période de reproduction de la plante commence fin juillet, à cette période elle produit des graines.

## Répartition
Drosera filiformis est présente dans le nord du continent Américain : aux États-Unis et au Canada.

## Environnement
Cette espèce se développe souvent dans des environnements comprenant des tourbières ombrotrophes.

## État de la population et menace
Cette plante a été désignée comme étant en voie d'extinction en 1991 au Canada. Elle est également menacée à différents niveaux dans plusieurs états américains.